# Adalberto Mondesí
Raúl Adalberto Mondesí (Los Angeles, 27 luglio 1995) è un giocatore di baseball statunitense con cittadinanza dominicana, interbase nei Kansas City Royals della Major League Baseball.

## Carriera

### Inizi e Minor League (MiLB)
Figlio dell'ex giocatore della MLB e politico dominicano Raúl Mondesí, Adalberto nacque a Los Angeles, California, mentre suo padre giocava per i Los Angeles Dodgers e trascorse la sua infanzia nella Repubblica Dominicana.
Mondesí firmò come free agent amatoriale il 27 luglio 2011 con i Kansas City Royals con un bonus alla firma di 2 milioni di dollari. Iniziò a giocare nel 2012 nella classe Rookie. Nel 2013 passò l'intera stagione nella classe A e nel 2014 disputò l'intero campionato nella classe A-avanzata.
Disputò l'intera stagione 2015 nella Doppia-A, venendo aggiunto al roster dei Royals per le World Series 2015.

### Major League (MLB)
Divenne il primo giocatore della storia della MLB a fare il suo debutto durante le World Series, il 30 ottobre 2015 nella gara 3 disputata al Citi Field di New York, quando entrò come sostituto battitore per il lanciatore Danny Duffy, venendo eliminato per strikeout da Noah Syndergaard. Vinse il suo primo titolo il 2 novembre 2015, quando i Kansas City Royals vinsero gara 5 con un punteggio di 7–2 contro i New York Mets.
Debuttò ufficialmente nella stagione regolare il 26 luglio 2016, al Kauffman Stadium di Kansas City contro i Los Angeles Angels of Anaheim, venendo schierato come seconda base titolare. Il 27 luglio sempre contro gli Angels, Mondesí colpì la sua prima valida nella parte bassa del settimo inning con un bunt, portando a punto due compagni di squadra (su errore del lanciatore, quindi senza ottenere RBI) e segnando il primo punto con la valida del compagno di squadra Jarrod Dyson, avvenuta subito dopo. Nella parte bassa dell'ottavo inning colpì la sua seconda valida, realizzando anche il primo punto battuto a casa (anche questa volta entrò un secondo punto per errore del lanciatore). Il 28 luglio contro i Rangers, ottenne la sua prima base rubata mentre il 16 agosto contro i Tigers, batté il suo primo fuoricampo. Concluse la stagione con 47 partite disputate nella MLB e 52 nella minor league, di cui 9 nella classe A-avanzata, 14 nella Tripla-A e 29 nella Doppia-A.
Nel 2017 giocò prevalentemente nella minor league disputando 85 nella Tripla-A, mentre nella MLB apparve in 25 partite.
La stagione 2018 fu la prima in cui Mondesí venne schierato prevalentemente come interbase, ruolo che poi ricoprì in maniera permanente nelle due stagioni successive.
Nella stagione 2020, Mondesí ottenne i primi riconoscimenti, venendo nominato giocatore della settimana nel mese di settembre e chiudendo la stagione come capoclassifica della lega in basi rubate.
Nel 2021 prese parte a solamente 35 partite nella MLB a causa di vari infortuni subìti, prima al muscolo obliquo esterno e poi al tendine del ginocchio.

## Palmarès

### Club
- World Series: 1

Kansas City Royals: 2015

### Individuale
- Capoclassifica in basi rubate: 1

AL: 2020
- Giocatore della settimana: 1

AL: 27 settembre 2020